# Spillatore per birra

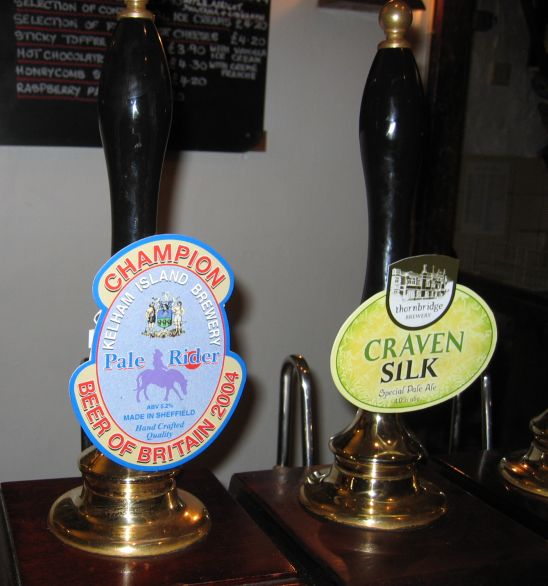
Esempio di spillatore per birra in un pub

Lo spillatore per birra è una apparecchiatura che permette di servire la birra con il corretto controllo del flusso del liquido e della anidride carbonica. La botte di birra adeguatamente condizionata  contiene bolle di anidride carbonica generate dall'azione naturale del lievito. Il lievito farà effettivamente produrre più anidride carbonica di quanto richiesto, ed è per questo motivo che la botte è scaricata attraverso il foro dello spillatore.
Durante l'uso lo spillatore deve  permettere all'aria di sostituire la birra prelevata. È importante che non troppa anidride carbonica sia persa, altrimenti la birra risulterà piatta. Tradizionalmente questo veniva garantito con un ricambio frequente della botte di birra e per questo la birra alla spina veniva servita solo nei pub, che garantivano un sufficiente smercio. Il miglioramento dei dispositivi ha permesso la creazione anche di spillatori per birra domestici che mantengono un livello qualitativo eccellente, anche per un basso consumo giornaliero.